# Serra-di-Fiumorbo
Pour les articles homonymes, voir Serra et Fiumorbo.
Serra-di-Fiumorbo est une commune française située dans la circonscription départementale de la Haute-Corse et le territoire de la collectivité de Corse. Elle appartient à l'ancienne piève de Coasina, dans le Fiumorbo.

## Géographie
La commune de Serra est située dans la micro-région du Fiumorbo, entre les communes de Prunelli-di-Fiumorbo au nord et Ventiseri au sud.
Comme la plupart des communes de la bordure orientale de l'île, elle s'étend depuis les chaînes montagneuses de l'intérieur jusqu'à la mer, soit pour Serra près de vingt kilomètres d'est en ouest, pour une largeur inférieure à cinq kilomètres sauf le long de la côte. Le contraste est total entre la partie montagneuse et sauvage de la commune, où sont installés les villages historiques d'Ornaso (le chef-lieu, à 450 mètres d'altitude), Pinello (420 m) et Ania (480 m), et la plaine côtière, vaste zone humide à l'habitat dispersé.
Elle est bordée au nord par le fleuve Abatesco, sur presque tout son parcours, mais a peu d'accès à la vallée.

## Urbanisme

### Typologie
Au 1er janvier 2024, Serra-di-Fiumorbo est catégorisée commune rurale à habitat dispersé, selon la nouvelle grille communale de densité à sept niveaux définie par l'Insee en 2022.
Elle est située hors unité urbaine et hors attraction des villes,.
La commune, bordée par la mer Méditerranée, est également une commune littorale au sens de la loi du 3 janvier 1986, dite loi littoral. Des dispositions spécifiques d’urbanisme s’y appliquent dès lors afin de préserver les espaces naturels, les sites, les paysages et l’équilibre écologique du littoral, tel le principe d'inconstructibilité, en dehors des espaces urbanisés, sur la bande littorale des 100 mètres, ou plus si le plan local d’urbanisme le prévoit.

### Occupation des sols
L'occupation des sols de la commune, telle qu'elle ressort de la base de données européenne d’occupation biophysique des sols Corine Land Cover (CLC), est marquée par l'importance des forêts et milieux semi-naturels (80,3 % en 2018), une proportion identique à celle de 1990 (80,1 %). La répartition détaillée en 2018 est la suivante : 
forêts (72,5 %), zones agricoles hétérogènes (11,2 %), milieux à végétation arbustive et/ou herbacée (6 %), zones humides côtières (2 %), espaces ouverts, sans ou avec peu de végétation (1,8 %), terres arables (1,7 %), cultures permanentes (1,7 %), prairies (1,7 %), eaux maritimes (0,7 %), zones urbanisées (0,6 %), zones industrielles ou commerciales et réseaux de communication (0,1 %). L'évolution de l’occupation des sols de la commune et de ses infrastructures peut être observée sur les différentes représentations cartographiques du territoire : la carte de Cassini (XVIIIe siècle), la carte d'état-major (1820-1866) et les cartes ou photos aériennes de l'IGN pour la période actuelle (1950 à aujourd'hui).

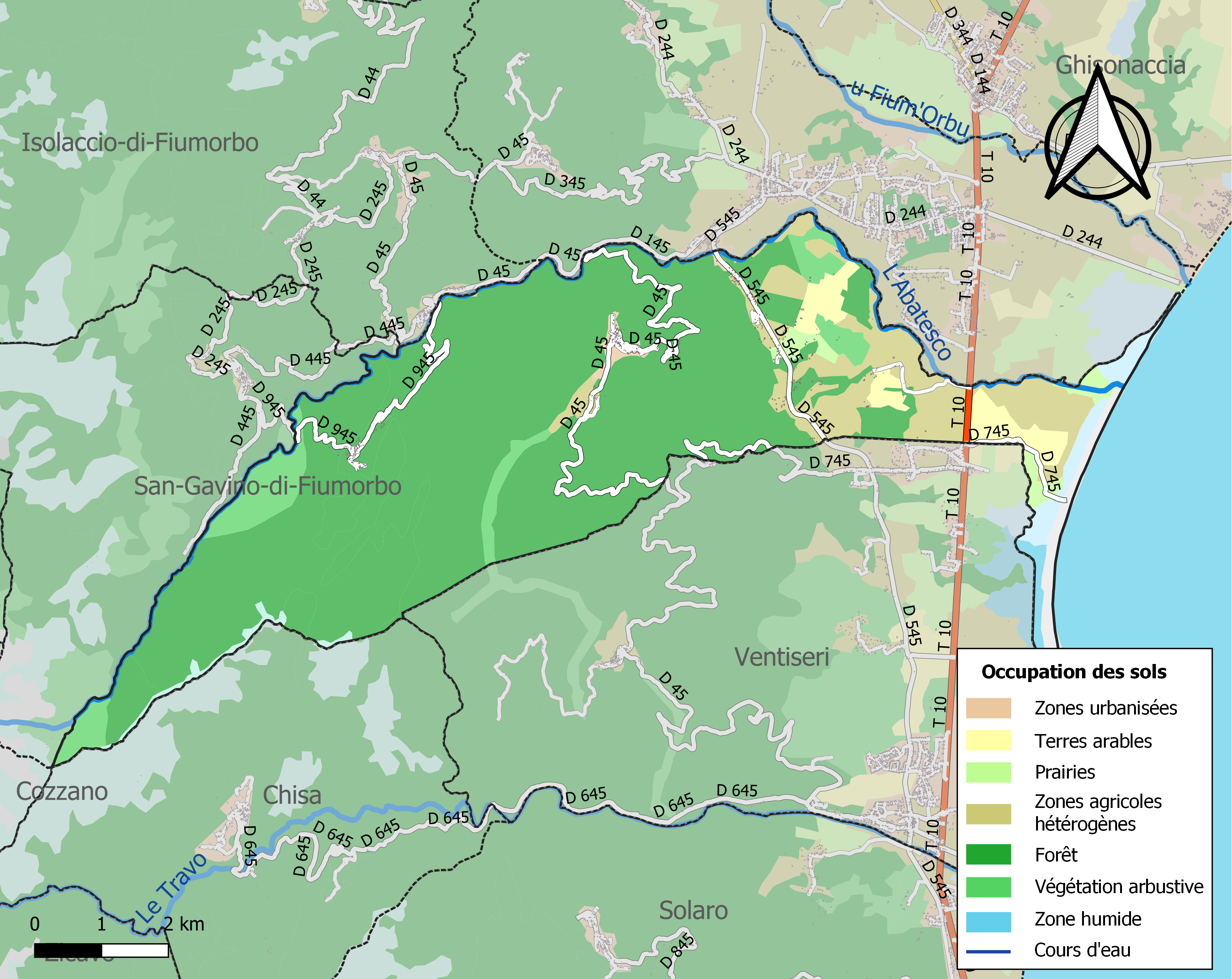
Carte des infrastructures et de l'occupation des sols de la commune en 2018 (CLC).

## Toponymie
- Ornaso, principal lieu habité de la commune, tient son nom du nom corse de la commune : Urnasu.
- Le toponyme serra, en corse sarra, est une forme locale correspondant à l'occitan alpin serre (cf. Serre-Ponçon, Serre Chevalier), au provençal serrat, au catalan serrat (v. Montserrat), au portugais serra, ainsi qu'à l'espagnol sierra, du latin serratus, dentelé (comme une scie), et désigne une crête allongée et dentelée, ce qui correspond assez bien à la situation d'Ornaso, installé à l'extrémité nord d'une longue arête parallèle à la côte.

## Politique et administration

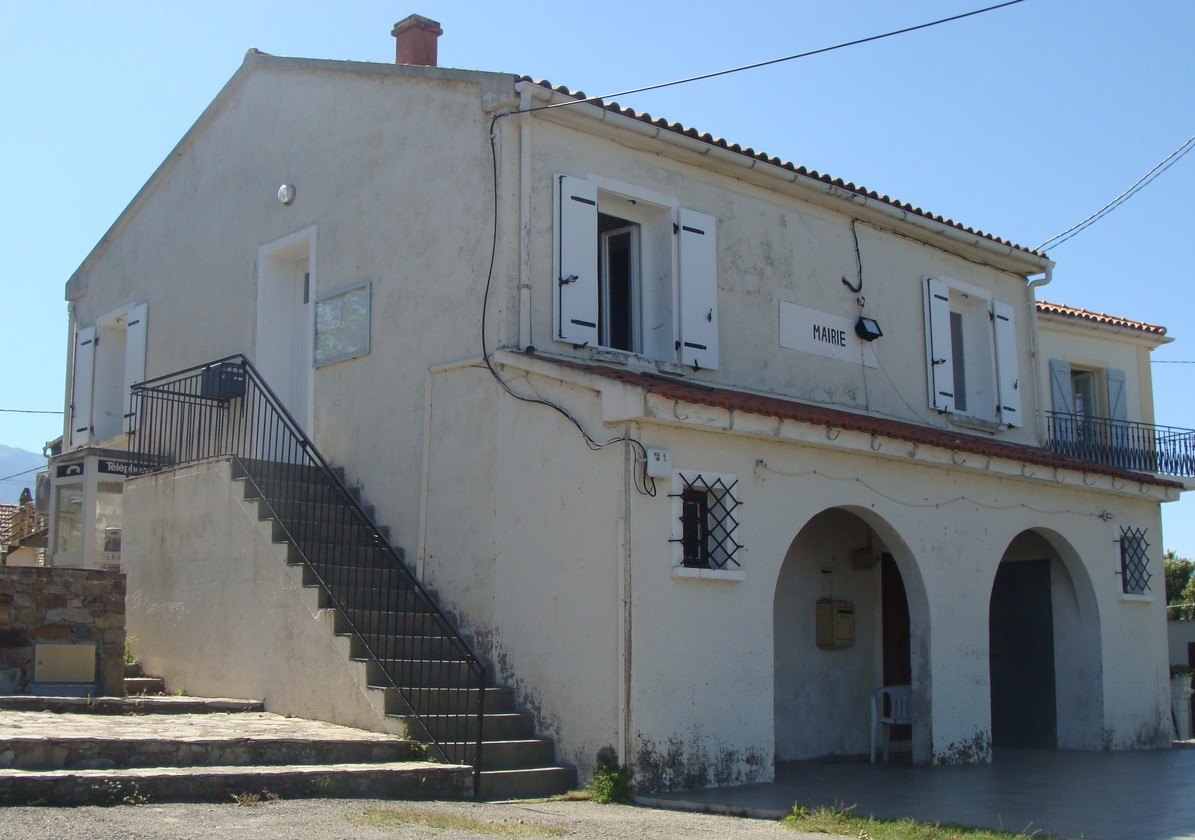
La mairie.

| Période                                  | Période  | Identité           | Étiquette | Qualité               |
| ---------------------------------------- | -------- | ------------------ | --------- | --------------------- |
| avant 1988                               | ?        | Jean Chiari        |           |                       |
| mars 2001                                | ?        | Patrice Giudicelli | DVG       | Fonctionnaire         |
| mars 2020                                | En cours | Jean-Noël Profizi  |           | Professeur de musique |
| Les données manquantes sont à compléter. |          |                    |           |                       |

## Démographie
L'évolution du nombre d'habitants est connue à travers les recensements de la population effectués dans la commune depuis 1806. Pour les communes de moins de 10 000 habitants, une enquête de recensement portant sur toute la population est réalisée tous les cinq ans, les populations de référence des années intermédiaires étant quant à elles estimées par interpolation ou extrapolation. Pour la commune, le premier recensement exhaustif entrant dans le cadre du nouveau dispositif a été réalisé en 2008.

En 2022, la commune comptait 349 habitants, en évolution de +5,76 % par rapport à 2016 (Haute-Corse : +5,15 %, France hors Mayotte : +2,11 %).
| 1806 | 1821 | 1831 | 1836 | 1841 | 1846 | 1851 | 1856 | 1861 |
| ---- | ---- | ---- | ---- | ---- | ---- | ---- | ---- | ---- |
| 363  | 354  | 480  | 499  | 568  | 559  | 576  | 595  | 618  |

| 1866 | 1872 | 1876 | 1881 | 1886 | 1891 | 1896 | 1901 | 1906 |
| ---- | ---- | ---- | ---- | ---- | ---- | ---- | ---- | ---- |
| 585  | 640  | 605  | 609  | 572  | 710  | 736  | 660  | 550  |

| 1911 | 1921 | 1926 | 1931 | 1936 | 1946 | 1954 | 1962 | 1968 |
| ---- | ---- | ---- | ---- | ---- | ---- | ---- | ---- | ---- |
| 541  | 514  | 518  | 553  | 566  | 567  | 506  | 318  | 292  |

| 1975 | 1982 | 1990 | 1999 | 2006 | 2008 | 2013 | 2018 | 2022 |
| ---- | ---- | ---- | ---- | ---- | ---- | ---- | ---- | ---- |
| 214  | 201  | 205  | 256  | 293  | 304  | 316  | 339  | 349  |

## Lieux et monuments
- L'église paroissiale Saint-Laurent (San Larenzu), en haut du village d'Ornaso, construite en 1818 (inscription au-dessus de la porte d'entrée).
- La chapelle San Chirgu (Saint Quilicus), située en contrebas de la route près de Pinellu. Figurant sur le plan terrier de 1795, elle pourrait dater du XVIIIe siècle et a été remaniée au cours du XXe siècle[12].
- La chapelle d'Ania.
- A sapara di Circinellu, grotte proche du sommet U Castellu (altitude 713 mètres), au-dessus d'Ania, où s'était réfugié le prêtre résistant Domenico Leca au XVIIIe siècle.
- La vallée de l'Abatesco, sauvage de sa source jusqu'à Pietrapola.
- L'ancien pont de la ligne du chemin de fer de la côte orientale, construit en treillis métallique.
- L'ancienne source d'eau minérale dite Aqua acitosa, dans la plaine, en bordure de la D 545.
- L'immense plage sauvage et sablonneuse de Quarcione longue de 6 kilomètres, de part et d'autre de l'embouchure de l'Abatesco, avec les étangs de Palu et de Gradugine.

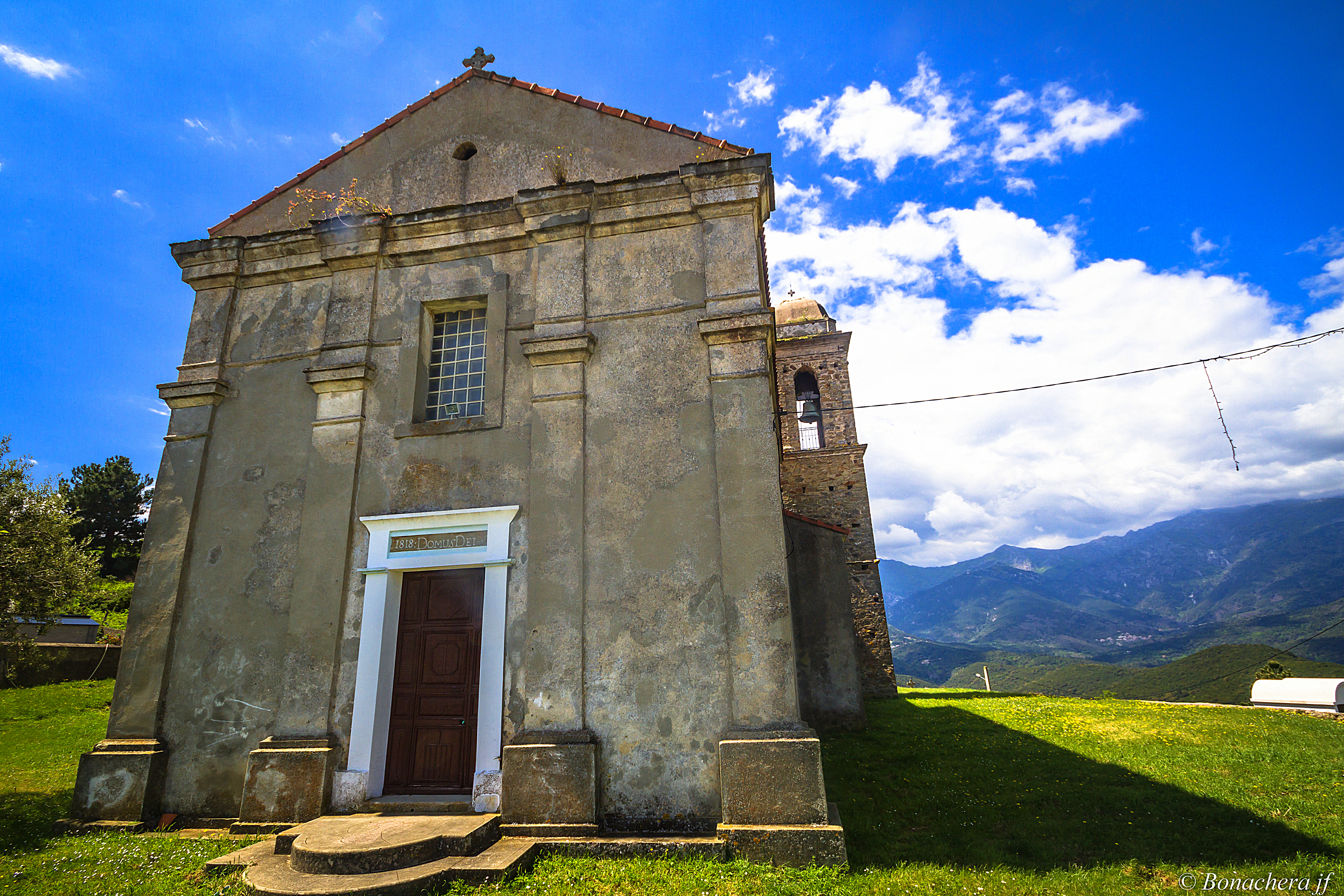
L'église paroissiale.
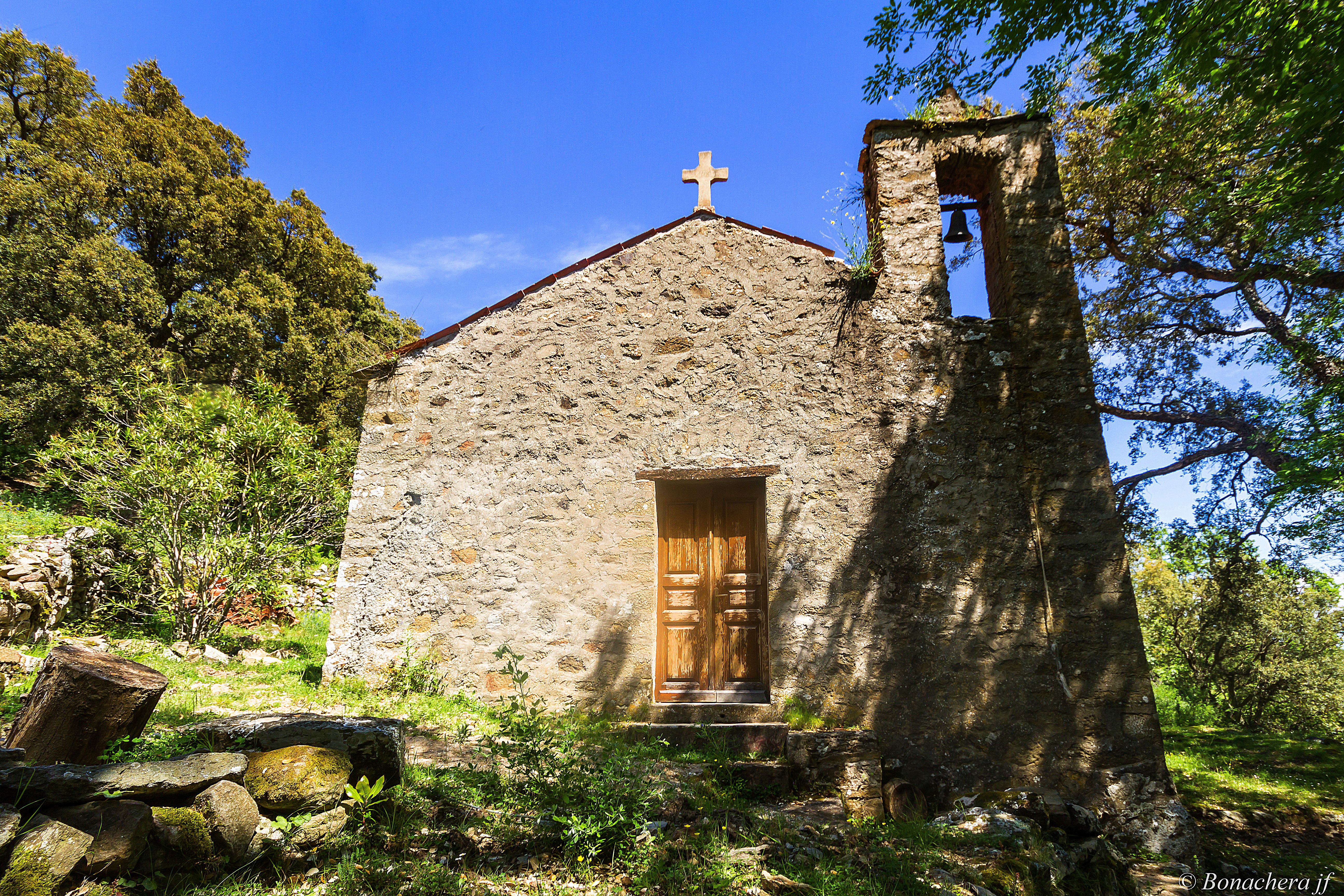
La chapelle San Chirgu.
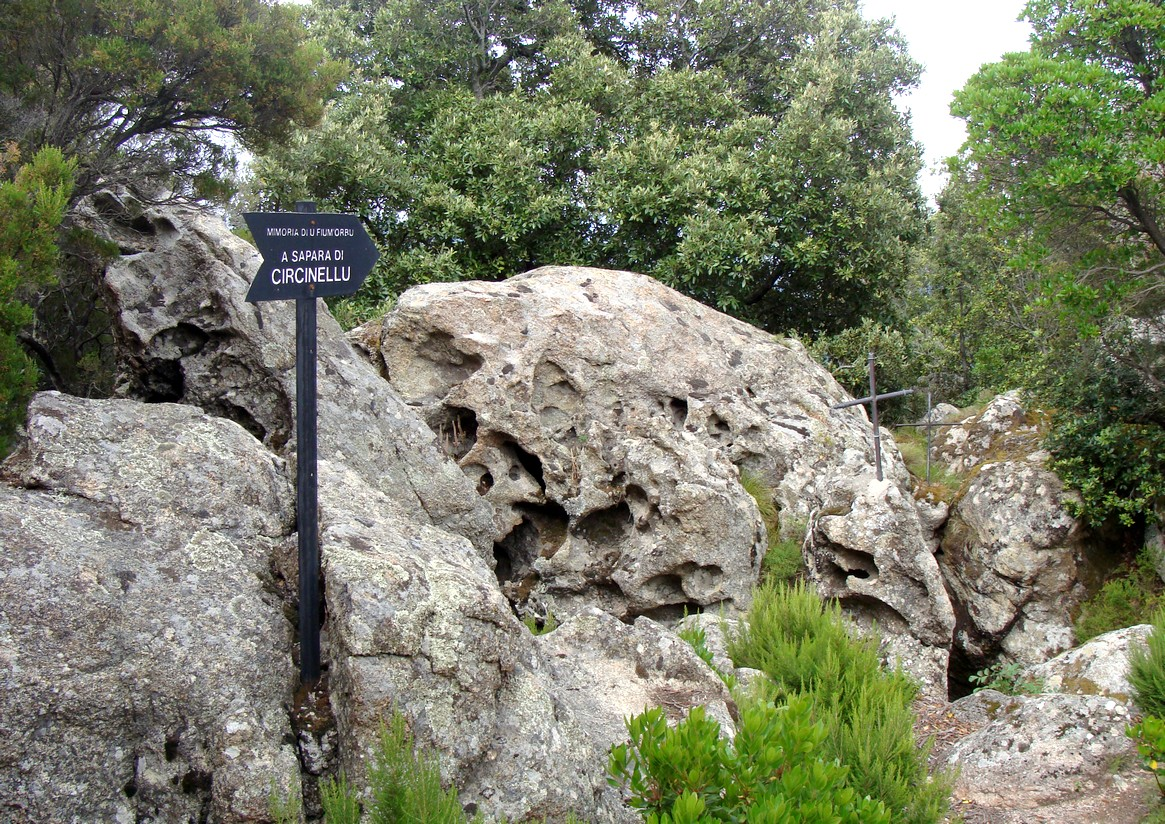
Le site de Circinellu.
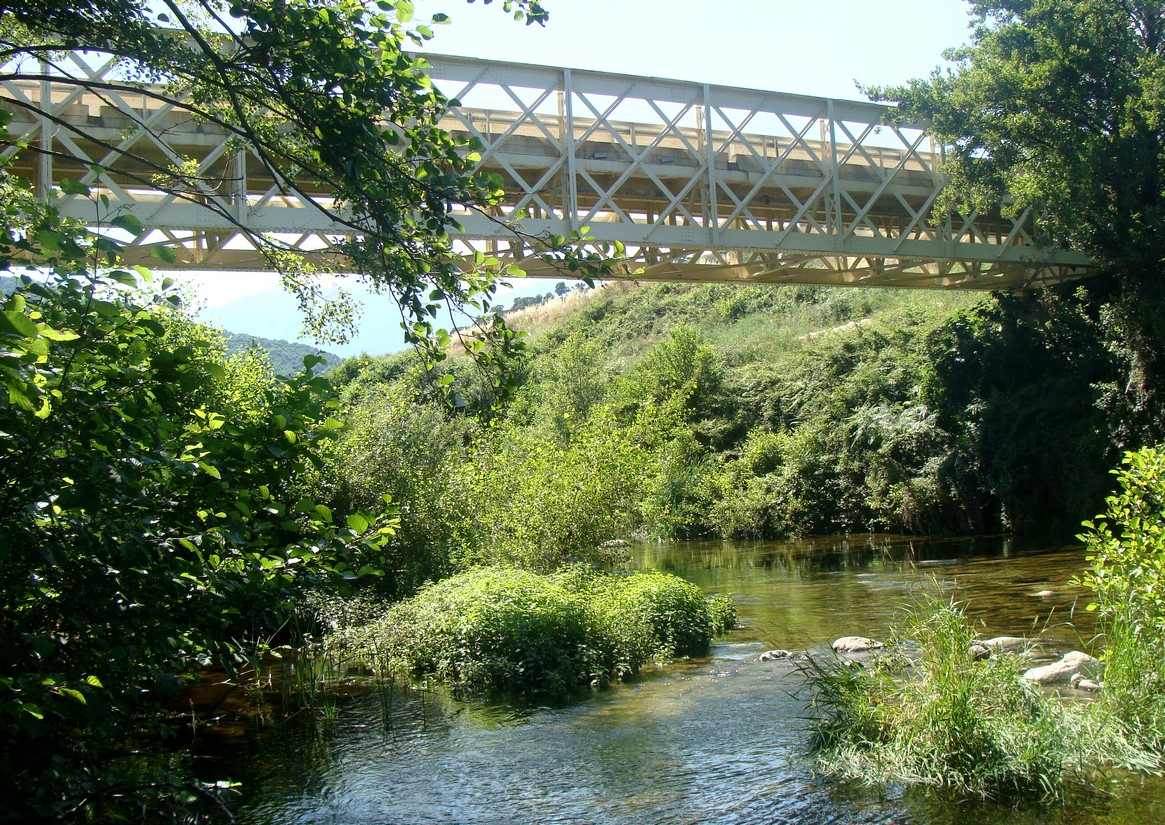
Le pont de l'ancienne ligne du chemin de fer.
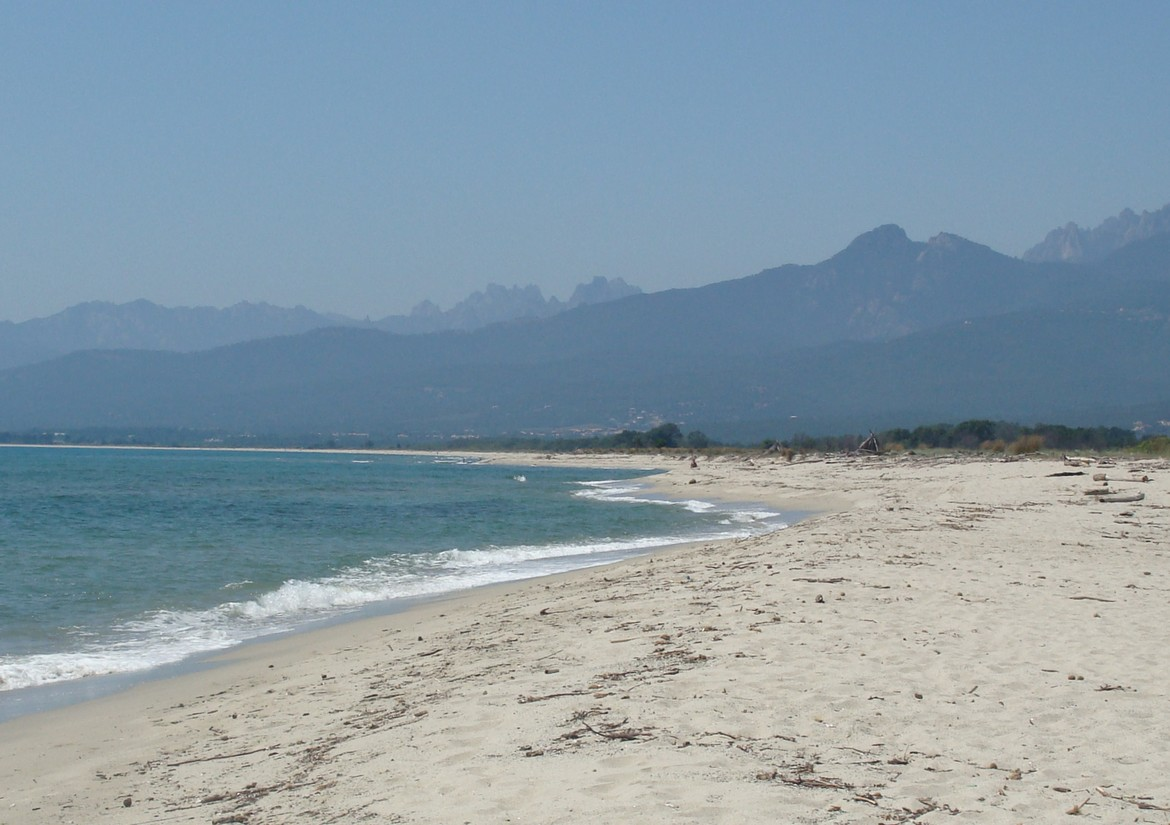
La plage de Quarcione.

## Personnalités liées à la commune
- Domenico Leca, dit U Circinellu (« le tout rond »), prêtre, symbole de la résistance corse au XVIIIe siècle, venu se réfugier dans le Fiumorbo, et retrouvé mort dans une grotte au-dessus d'Ania.